# Birgit Malecha-Nissen

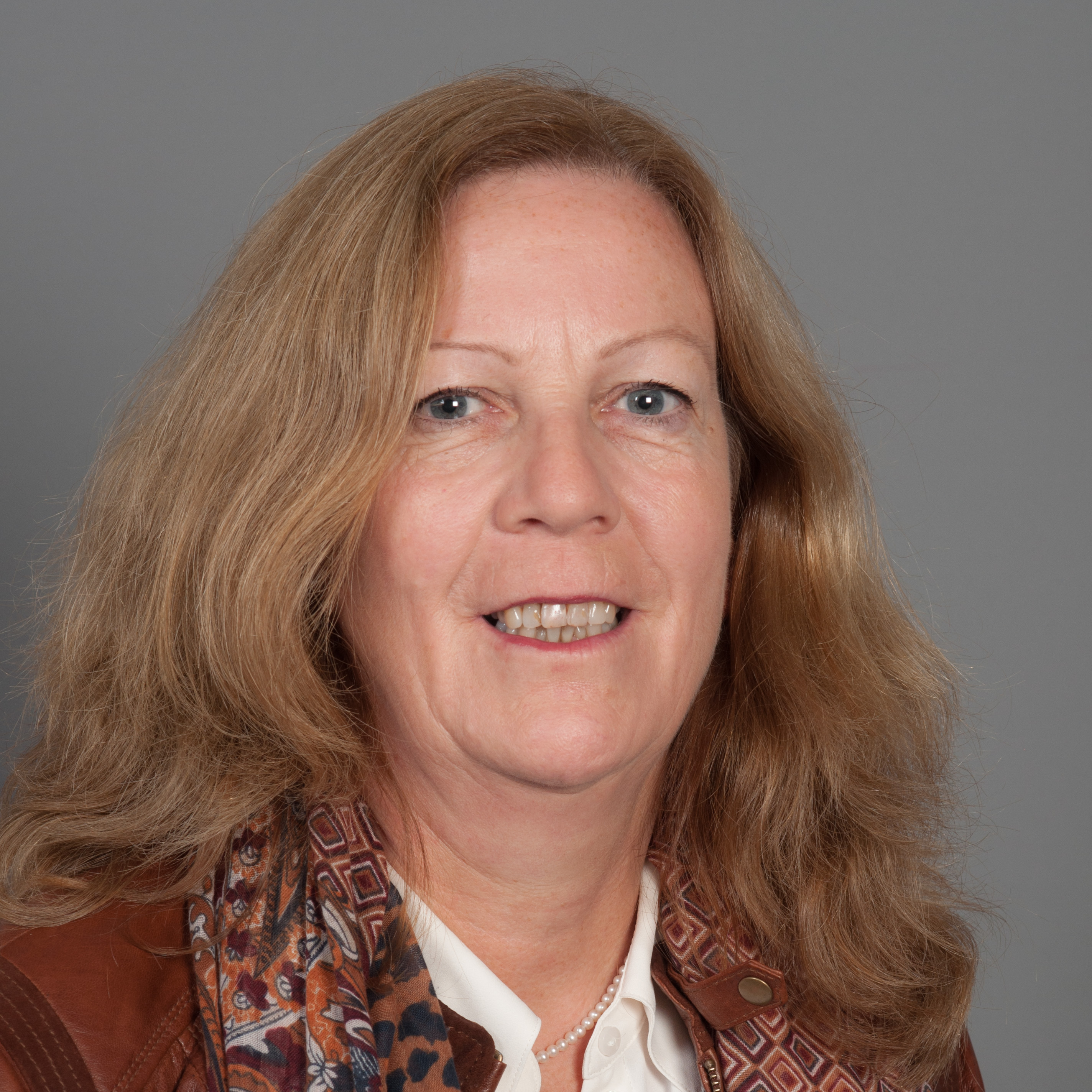
Birgit Malecha-Nissen (2014)

Birgit Malecha-Nissen (* 9. April 1958 in Essen) ist eine deutsche Geologin und Politikerin der SPD. Von 2013 bis 2017 war sie Mitglied des Deutschen Bundestages.

## Leben
Malecha-Nissen wurde 1958 in Essen geboren, wo sie die Volksschule und das Gymnasium besuchte. Sie studierte Geologie an der Universität Bochum, welches sie 1990 mit dem akademischen Grad  Dipl.-Geologin abschloss. Von 1991 bis 2003 war sie Wissenschaftliche Angestellte im Forschungszentrum IfM-GEOMAR in Kiel. Im November 1997 promovierte sie an der Mathematisch-Naturwissenschaftlichen Fakultät der Christian-Albrechts-Universität zu Kiel. Sie ist verheiratet und hat zwei Töchter.

## Politische Laufbahn
Von 1998 bis 2001 war Malecha-Nissen bürgerliches Mitglied im Bau- und Umweltausschuss der Gemeinde Probsteierhagen. Von 2003 bis 2013 war sie Abgeordnete des Plöner Kreistages.

### Bundestagsabgeordnete
Zur Bundestagswahl 2009 trat Malecha-Nissen erstmals für den Bundestagswahlkreis Plön – Neumünster als Direktkandidatin als Nachfolge für Michael Bürsch an, verlor aber die Direktwahl gegen den CDU-Kontrahenten Philipp Murmann.
Am 22. September 2013 gelang ihr bei der Bundestagswahl 2013 der Einzug in den Bundestag über einen Listenplatz der SPD. Sie war ordentliches Mitglied im Ausschuss für Verkehr und digitale Infrastruktur.